# Jane Douglas
Jane Douglas (c. 1698–10 de junio de 1761), generalmente conocida como Mother Douglas, fue una prostituta inglesa y dueña de un burdel de lujo en Londres a mediados del siglo XVIII. Conocida en su época como "La emperatriz de las rameras", su casa en Covent Garden atrajo clientes de los escalafones más altos de la sociedad.

## Carrera temprana
Jane Douglas nació alrededor de 1698 en una familia acomodada de Edimburgo de apellido Marinet. Tenía tres hermanas y al menos un hermano, pero nada más se sabe de la familia. A la edad de 17 años, ya trabajaba como prostituta en Londres bajo el nombre Douglas. Ejercía en una casa en St James's, en Piccadilly, y fue alabada por John Gay como "aquella inimitable cortesana". Tuvo amistad con muchas personas influyentes, tanto hombres como mujeres, pero tuvo una amistad particularmente íntima con John Williams (más tarde, primer Conde FitzWilliam). En cierto momento, tomó posesión de la casa en St James's y empezó a trabajar como alcahueta, escogiendo chicas por su elegancia, modales agradables y pericia sexual.

## Covent Garden
Hacia 1735 se había mudado a Covent Garden, en Londres, sede de muchos de los burdeles más famosos del momento. Tomó una casa en Little Piazza, al este de la plaza principal en la esquina con Russell Street, recientemente desocupada por Betty la Descuidada. Al igual que había hecho en St James's, decoró la casa con un estilo opulento y contrató criados con librea para atender a los clientes. La ubicación en Covent Garden significó que los clientes eran abundantes. También tenía la ventaja de estar cerca de los teatros; estos suministraron un flujo continuo de bellas, pero pobres, actrices— que complementarían sus frugales ingresos trabajando para Douglas. Los clientes que provenían de las muchas tabernas y bagnios que rodeaban la plaza a menudo estaban borrachos y eran ruidosos. Esto provocó alborotos en la casa, y arrestos y redadas ocasionales.
En 1741, Douglas se trasladó al lado opuesto de la plaza en King's Head. Esta casa era mucho más grande, con un jardín y agua corriente suministrada desde el sótano. Douglas hizo mejoras adicionales, instalando un desagüe y un pozo negro, extendiendo el suministro de agua a los pisos superiores, y renovando el techo, chimeneas, y escaleras. Esta casa fue decorada siguiendo los más altos estándares, con mobiliario fino, porcelana, vidrio y pinturas caras adornando las paredes. Añadió un restaurante con camareros con librea para servir a los comensales. Además de pagar elevados precios por disfrutar del lujoso ambiente y de las chicas cuidadosamente elegidas de su establecimiento, sus clientes podían hacer uso de los preservativos fabricados por Jacobs en Strand, presentados en una bolsa de seda con marca. Para aquellos aquejados de sífilis, se les suministraban las píldoras del doctor Jean Misaubin.
Según el Nocturnal Revels, sus clientes incluyeron al "Príncipe, compañeros y hombres del más alto rango". El príncipe Guillermo, duque de Cumberland era un cliente habitual y le regaló un plato de plata. William Hogarth a menudo dibujaba en su casa y la muestra en su obra La marcha de los guardias a Finchley y otra vez en Enthusiasm Delineated. Su casa era también popular entre los oficiales del ejército y los capitanes que viajaban a las Indias Orientales.
Intentó mantener un burdel honesto, despidiendo chicas si eran descubiertas robando, pero de vez en cuando entraba en conflicto con la Sociedad para la Reforma de los Modales, en la persona de Sir John Gonson y sus patrullas anti-vicio, y era arrestada. En la mayoría de estas ocasiones salió solo con una multa, o mediante soborno se libró del castigo completamente, pero una o dos veces tuvo que pasar un tiempo en prisión.

## Declive y muerte
Hacia 1746, su fortuna empeoró. Su casa pasó de moda entre la alta sociedad y clientes de clase más baja empezaron a frecuentar el establecimiento. Douglas misma quedó embarazada; se pensaba que el niño era de Lord Fitzwilliam, siendo tema de intenso debate, aunque el contralmirante Charles Holmes, otro de los amantes de Douglas, resultó ser el padre finalmente. Además, la salud de Douglas empezaba a fallar.
En 1759, incapaz de continuar el negocio, pasó el contrato de arrendamiento de la propiedad en King's Head a una pariente, Amelia Douglas. Jane fue descrita entonces como "muy hinchada por la bebida y la corrupción... sus piernas deformadas... le producían grandes molestias". Murió el 10 de junio de 1761 dejando una propiedad considerable. Los lujosos contenidos de su casa fueron vendidos por su amigo, el subastador Abraham Langford. A pesar de que hubo una verdadera Mother Cole, Douglas presuntamente fue inspiración para la Mother Cole de la novela pornográfica de John Cleland Fanny Hill, y junto con Langford, los de la Señora Cole y el Señor Smirk en la obra de Samuel Foote The Mirror.